# Léon Réallon
 (août 2015).
Si vous disposez d'ouvrages ou d'articles de référence ou si vous connaissez des sites web de qualité traitant du thème abordé ici, merci de compléter l'article en donnant les références utiles à sa vérifiabilité et en les liant à la section « Notes et références ».
Léon Réallon est un administrateur colonial français né à Paris le 24 novembre 1882 et mort à Antananarivo le 10 mai 1960.

## Biographie
En 1936 il est secrétaire général du gouvernement général de Madagascar.
Il exerce les fonctions de gouverneur général de Madagascar du 22 avril 1939 au 10 juin 1939.
En 1945 il se distingue par des prises de positions très critiques au regard de l'idéologie coloniale de l'époque.
De 1953 à 1954 il est bâtonnier de l'ordre des avocats de Madagascar.